# Песоцька Маргарита Анатоліївна
Маргари́та Анато́ліївна Песо́цька (нар. 27 липня 1969) — українська настільна тенісистка і тренерка, переможниця і неодноразова призерка чемпіонату України. Заслужений тренер України.

### Спортивна кар'єра
Майстер спорту СРСР та України з настільного тенісу. 
Була срібною призеркою командного чемпіонату СРСР, переможницею юніорської першості СРСР.
У чемпіонатах України перемагала в жіночому парному розряді (2004, Синицина Ю.), була срібною призеркою в жіночому одиночному розряді (1999).  У цьому ж році завоювала 2 срібні медалі в командному розряді (Київ) і в жіночому парному розряді (Брехова В.). Бронзова призерка в жіночому парному розряді (Брус О.) у 2006 році.

### Тренерська кар'єра
Почала кар'єру тренерки з роботи в польському клубі «Брановянка», у якому вона грала. Потім була граючою тренеркою в команді української Суперліги «Донбас-ШВСМ» (Алчевськ) і одночасно особистою тренеркою своєї дочки Песоцької Маргарити. В сезоні 2012/13 була головною тренеркою чоловічої команди української Суперліги ПАСС-АВТО (Чернігів).
Починаючи з 2008 року очолює жіночу збірну України з настільного тенісу. Зокрема, тренувала збірну України на Європейських іграх 2015 в Баку.